# Joseph M. Belford
Joseph McCum Belford (ur. 5 sierpnia 1852 w Mifflintown w Pensylwanii, zm. 3 maja 1917 w Nowym Jorku) – amerykański polityk, członek Partii Republikańskiej.

## Działalność polityczna
W okresie od 4 marca 1897 do 3 marca 1899 przez jedną kadencję był przedstawicielem 1. okręgu wyborczego w stanie Nowy Jork w Izbie Reprezentantów Stanów Zjednoczonych.
Jego kuzynem był James B. Belford.